# Шакал чепрачний
Шака́л чепр́ачний (Lupulella mesomelas) — ссавець із родини псових (Canidae), один з кількох видів шакалів. Поширений в ПАР і на східному узбережжі Африки від Нубії до мису Доброї Надії. Проживає у двох великих ареалах розділених 1000 км. Його можна знайти в найрізноманітніших місцях проживання, в тому числі в посушливих прибережних пустелях, гірських луках, посушливих саванах і чагарниках, відкриті саванах, лісових мозаїках саван на сільськогосподарських угіддях. Віддає перевагу відкритим областям, уникаючи густої рослинності. Діапазон проживання за висотою: від рівня моря до більш ніж 3000 м над рівнем моря.

## Етимологія
Видовий епітет mesomelas отримано від дав.-гр. μέσος — «середина, середній», і μέλᾱς — «темний, чорний». Слово чепрак або чапрак — «найтовща й найміцніша частина шкури тварини» походить від тур. çaprak — «покривало для коня та деяких інших тварин».

## Таксономія та еволюція
Йоган Хрістіан Даніель фон Шребер назвав вид Canis mesomelas в 1775 році. 

Пізніше Гільцгаймер запропонував його підвищити до роду Lupulella в 1906 році. 

Шакал чепрачний мешкає у східній та південній Африці щонайменше 2–3 мільйони років, про що свідчать скам'янілі відкладення в Кенії, Танзанії та Південній Африці. Зразки з місць знахідок скам'янілостей у Трансваалі майже ідентичні своїм сучасним аналогам, але мають дещо інші носові кістки. 

Оскільки на північ від Ефіопії скам'янілостей не було знайдено, цей вид, ймовірно, завжди був поширений на південь від Сахари. 

Шакал чепрачний є відносно неспеціалізованим і може процвітати в найрізноманітніших середовищах існування, включаючи пустелі, оскільки його нирки добре пристосовані до нестачі води. 
Однак він більше пристосований до м'ясоїдної дієти, ніж інші шакали, про що свідчить його добре розвинені м'ясоїдні хижі зуби та довше ріжуче лезо премолярів. 

Джульєтта Клаттон-Брок класифікувала чепрачного шакала як близькоспорідненого зі смугастим шакалом, виходячи із черепних та зубних ознак. 

Дослідження дивергенції алоферментів в родині Canidae показують, що чепрачний шакал та інші представники роду Canis мають значну генетичну відстань. 

Подальші дослідження показали велику різницю в послідовностях мітохондріальної ДНК між чепрачними шакалами та іншими симпатричними видами «шакалів», що узгоджується з дивергенцією 2,3–4,5 мільйона років тому. 

Секвенування послідовності мітохондріальної ДНК (мДНК) для вовкоподібних псових дало філогенетичне дерево, де смугастий шакал та чепрачний шакал є найбазальнішими представниками цієї клади, що означає, що це дерево вказує на африканське походження клади. 

Через цю глибоку дивергенцію між чепрачним шакалом та рештою «вовкоподібних» псових, було запропоновано змінити родову назву виду з Canis на Lupulella. 

У 2017 році взаємозв'язки шакалів були досліджені далі, і дослідження мДНК виявило, що два підвиди чепрачного шакала зазнали дивергенції 2,5 мільйона років тому, утворивши південноафриканську та східноафриканську популяції. Дослідження припускає, що через це тривале розокремлення, яке є тривалішою за дивергенцію з Canis lupaster, ці два підвиди можуть виправдовувати статус окремих видів. 

У 2019 році члени Спеціалізованої групи з вивчення псових SSC МСОП рекомендували виділити смугастого шакала (Canis adustus) та чепрачного шакала (Canis mesomelas) в окремий рід Lupulella, 1906 з назвами Lupulella adusta та Lupulella mesomelas, оскільки дані ДНК показують, що вони утворюють монофілетичну лінію, яка знаходиться поза межами клади Canis/Cuon/Lycaon. 

Додаткові генетичні дослідження продовжують підтверджувати це розділення, вказуючи на те, що чепрачний шакал є одним із найдавніших існуючих видів псових, що зберігає примітивні риси та демонструє обмежені еволюційні зміни з епохи плейстоцену. 
Крім того, молекулярні аналізи виявили суттєві розбіжності між капським та східноафриканським підвидами, причому деякі дослідження припускають, що вони можуть кваліфікуватися як окремі види. 

Філогенетичне дерево вовкоподібних псових може давати суперечливі позиції для чепрачного шакала та смугастого шакала відносно представників роду Canis залежно від того, чи були генетичні маркери засновані на мітохондріальній ДНК чи ядерній ДНК (з ядра клітини). 
Запропоноване пояснення полягає в тому, що інтрогресія мітохондріальної ДНК відбулася від давнього предка Canis у лінію, яка призвела до появи чепрачного шакала, приблизно 6,2–5,2 мільйона років тому. 

### Підвиди
MSW3 визнає два підвиди. 

Ці підвиди географічно розділені проміжком, який простягається на північ від Замбії до Танзанії: 
| Підвид                                                       | Фото | Автор триноміальної назви | Опис | Ареал                                                                                 | Синоніми                                                                       |
| ------------------------------------------------------------ | ---- | ------------------------- | --- | ------------------------------------------------------------------------------------- | ------------------------------------------------------------------------------ |
| Капський чепрачний шакал L. m. mesomelas Номінативний підвид |      | Schreber, 1775            | Див. Фізичний опис нижче. | від Мису Доброї Надії на північ до Анголи, Намібії, Зімбабве та південного Мозамбіку. | achrotes (Thomas, 1925) arenarum (Thomas, 1926) variegatoides (A. Smith, 1833) |
| Східноафриканський чепрачний шакал L. m. schmidti            |      | Noack, 1897               | Від номінативного підвиду відрізняється коротшим і ширшим черепом, довшими та вужчими карнасіальними зубами, а також меншими ділянками для шліфування верхніх і нижніх молярів. | Південна Ефіопія, Південний Судан, Сомалі, Кенія, Уганда та північна Танзанія.        | elgonae (Heller, 1914) mcmillani (Heller, 1914)                                |

## Морфологія
Тіло струнке, ноги довгі, очі великі, хвіст пухнастий з чорним кінчиком. Покривне волосся розрізняються по довжині, від 60 мм на плечах до 40 мм біля основи хвоста, зі збільшенням до 90 мм на кінчику хвоста. Волосся на обличчі 10–15 мм у довжину. Передні та задні лапи мають 5 і 4 пальців, відповідно, з кігтями розміром 15 мм уздовж кривої. Самці більші й важчі, ніж самиці. Середня вага дорослих самців: 8.4 кг, середня вага дорослих самиць: 7.7 кг, довжина вух: 110 і 106 мм, відповідно. Самиці С. mesomelas мають 8 молочних залоз, хоча зазвичай 6 виробляють молоко, в залежності від розміру приплоду. Зубна формула для молочних зубів: I 3/3, C 1/1, P 3/3, для постійних зубів: I 3/3, C 1/1, P 4/4, M 2/3 = 42. Тіло загалом рудувато-сірого кольору, однак на спині темне волосся утворює неначе чорний чепрак, що тягнеться до хвоста. Цей чепрак — відмітна видова ознака, яку мають всі підвиди чепрачного шакала. Довжина тіла — 75—100 см, довжина хвоста — близько 30 см, висота в холці — 50 см ; маса — до 21 кг. Як і в інших диких собак, у чепрачного шакала стоячі вуха. Хутро чепрачного шакала густе і м'яке, у південній Африці зі шкур чепрачного шакала шиють хутряні килими (так звані каросс).

## Поведінка
Опортуністичний хижак і падлоїд. Він всеїдний і харчується всім, що найбільш поширене і що легко отримати. Де поверхнева вода є, чепрачний шакал п'є регулярно. Проте, в деяких областях, таких, як південно-західна і центральна Калахарі, С. mesomelas виживає, де поверхнева вода може бути недоступна на термін до 9 місяців року. Цей шакал дуже довірливий, легко звикає до людей і може навіть стати майже ручним.

## Життєвий цикл
Моногамний. Вагітність триває 60–65 днів. Народжується 1–9, зазвичай, 3–6 дитинчат. Цуценята народжуються сліпими і починають відкривати очі на 8–10 день. Вони починають їсти їжу виплюнуту дорослими на 3 тижні й відлучаються від молока на 8–10 тижні. Цуценята народжуються в підземних норах і не виходять звідти до ≈ 3-тижневого віку і, одначе, цуценята продовжують проводити більшу частину свого часу в лігві до ≈ 7-тижневого віку. На 12–14 тиждень, вони покидають лігво й починають годуватися разом з дорослими. Досягають статевої зрілості на 11 місяць, хоча в дикій природі тільки дорослі, яким понад 2 років дають потомство.

## Генетика
Каріотип характеризується диплоїдним числом, 2n=78.

## Загрози та охорона
Чепрачний шакал переслідується за його роль вбивці худоби і переносника сказу. Деякі частини тіла використовуються в традиційній африканській медицині. Зустрічається в багатьох природоохоронних областях у всьому діапазоні поширення.

## Виноски
1. 1 2  Вебсайт [Архівовано 17 січня 2011 у Wayback Machine.] МСОП
2. 1 2 3 4 5  Canis mesomelas (PDF) / Lyle R. Walton, Damien O. Joly // Mammalian Species. — 2003. — Вип. 715. — С. 1–9. Архівовано з джерела 4 листопада 2013. [Архівовано 4 листопада 2013 у Wayback Machine.]
3. ↑  Етимологічний словник української мови : в 7 т. / редкол.: О. С. Мельничук (гол. ред.) та ін. — К. : Наукова думка, 2012. — Т. 6 : У — Я / укл.: Г. П. Півторак та ін. — С. 280. — ISBN 978-966-00-0197-8.
4. ↑  von Schreber, Die Säugethiere in Abbildungen nach der Natur mit Beschreibungen 2 (14); Verlag Wolfgang Walther; 1775 ["The Mammals"]
5. ↑  Hilzheimer, M. (1906). Die geographische Verbreitung der Afrikanischen Grauschakale. Zoologischer Beobachter. 47: 363—373.
6. 1 2  Walton, L. R. & Joly, D. O. (2003). "Canis mesomelas" (PDF). Mammalian Species (715): 1–9. doi:10.1644/715. S2CID 198128530.
7. ↑  Loveridge, A.J. & Nel, J.A.J. (2004). "Black-backed jackal Canis mesomelas". In Sillero-Zubiri, C., Hoffman, M. & MacDonald, D. W., ed., Canids: Foxes, Wolves, Jackals and Dogs – 2004 Status Survey and Conservation Action Plan, pp. 161–166. IUCN/SSC Canid Specialist Group, ISBN 2-8317-0786-2
8. ↑  Kingdon, J. & Hoffman, M. (2013), Mammals of Africa Volume V, Bloomsbury : London, pp. 39–45, ISBN 1408189968
9. ↑  Clutton-Brock, J.; Corbet, G.G.; Hills, M. (1976). A review of the family Canidae, with a classification by numerical methods. Bull. Br. Mus. (Nat. Hist.). 29: 148. Архів оригіналу за 17 грудня 2013. Процитовано 16 березня 2024.
10. ↑  Wayne, R. K.; O'Brien, S. J. (1987). Allozyme Divergence Within the Canidae. Systematic Zoology. 36 (4): 339. doi:10.2307/2413399. JSTOR 2413399.
11. ↑  Wayne, R. K.; Van Valkenburgh, B; Kat, P. W.; Fuller, T. K.; Johnson, W. E.; O'Brien, S. J. (1989). Genetic and morphological divergence among sympatric canids. The Journal of Heredity. 80 (6): 447—54. doi:10.1093/oxfordjournals.jhered.a110896. PMID 2559120.
12. ↑  Lindblad-Toh, K.; Wade, C. M.; Mikkelsen, T. S.; Karlsson, E. K.; Jaffe, D. B.; Kamal, M.; Clamp, M.; Chang, J. L.; Kulbokas, E. J.; Zody, M. C.; Mauceli, E.; Xie, X.; Breen, M.; Wayne, R. K.; Ostrander, E. A.; Ponting, C. P.; Galibert, F.; Smith, D. R.; Dejong, P. J.; Kirkness, E.; Alvarez, P.; Biagi, T.; Brockman, W.; Butler, J.; Chin, C. W.; Cook, A.; Cuff, J.; Daly, M. J.; Decaprio, D. та ін. (2005). Genome sequence, comparative analysis and haplotype structure of the domestic dog. Nature. 438 (7069): 803—819. Bibcode:2005Natur.438..803L. doi:10.1038/nature04338. PMID 16341006.
13. ↑  Juliane Kaminski & Sarah Marshall-Pescini (2014). Chapter 1 – The Social Dog:History and Evolution. The Social Dog:Behavior and Cognition. Elsevier. с. 4. ISBN 9780124079311.
14. ↑  Dinets, V (2015). The Canis tangle: a systematics overview and taxonomic recommendations. Vavilovskii Zhurnal Genetiki I Selektsii – Vavilov Journal of Genetics and Breeding. 19 (3): 286—291. doi:10.18699/vj15.036.
15. ↑  Atickem, A.; Stenseth, N. C.; Drouilly, M.; Bock, S.; Roos, C.; Zinner, D. (2018). Deep divergence among mitochondrial lineages in African jackals. Zoologica Scripta. 47: 1—8. doi:10.1111/zsc.12257. S2CID 90152896.
16. 1 2  Alvares, F.; Bogdanowicz, W.; Campbell, L.A.D.; Godinho, R.; Hatlauf, J.; Jhala, Y.V.; Kitchener, A.C.; Koepfli, K.-P.; Krofel, M.; Moehlman, P.D.; Senn, H.; Sillero-Zubiri, C.; Viranta, S.; Werhahn, G. (2019). Old World Canis spp. with taxonomic ambiguity: Workshop conclusions and recommendations, 28th – 30th May 2019 (PDF) (Звіт). Vairão, Portugal: Canid Specialist Group.
17. ↑  Hassanin, A.; Veron, G.; Ropiquet, A.; Jansen Van Vuuren, B.; Lécu, A.; Goodman, S.M.; Haider, J.; Nguyen, T.T. (2021). Evolutionary history of Carnivora (Mammalia, Laurasiatheria) inferred from mitochondrial genomes. PLOS ONE. 16 (2): e0240770. Bibcode:2021PLoSO..1640770H. doi:10.1371/journal.pone.0240770. PMC 7886153. PMID 33591975.
18. ↑   Wozencraft, C. W. (2005). "Order Carnivora". In Wilson, D. E.; Reader, D. M. (eds.). Mammal Species of the World: A Taxonomic and Geographic Reference. Vol. 1 (3rd ed.). Johns Hopkins University Press. p. 577. ISBN 978-0-8018-8221-0.